# Here (2024)
Here is een Amerikaanse film uit 2024, geregisseerd door Robert Zemeckis die het scenario schreef samen met Eric Roth. De film is gebaseerd op het gelijknamig stripverhaal van Richard McGuire.

## Verhaal
De film speelt zich af in een enkele kamer waar zijn bewoners en de gebeurtenissen gevolgd worden, van het verleden tot ver in de toekomst.

## Rolverdeling
| Acteur           | Personage          |
| ---------------- | ------------------ |
| Tom Hanks        | Richard Young      |
| Robin Wright     | Margaret Young     |
| Paul Bettany     | Al Young           |
| Kelly Reilly     | Rose Young         |
| Leslie Zemeckis  | Elizabeth Young    |
| Michelle Dockery | Pauline Harter     |
| Gwilym Lee       | John Harter        |
| Jonathan Aris    | Earl Higgins       |
| Lauren McQueen   | de jonge Elizabeth |
| Lilly Aspell     | Bethany            |
| Keith Bartlett   | Benjamin Franklin  |

## Productie
In februari 2022 werd gemeld dat er een verfilming van het stripverhaal Here in ontwikkeling was, waarbij Robert Zemeckis regisseert en samen met Eric Roth het scenario zal schrijven, met Tom Hanks in de hoofdrol. Robin Wright zou zich later ook bij de cast voegen waardoor de vier voor het eerst in dertig jaar samenwerken, na Forrest Gump in 1994. Paul Bettany and Kelly Reilly kwamen in september 2022 bij de cast en de studio's ImageMovers en Playtone van Zemeckis en Hanks zullen produceren. Miramax kwam uiteindelijk aan boord als financier en Sony Pictures verwierf op de filmmarkt van Cannes de Amerikaanse distributierechten voor de film. De filmopnames begonnen in februari 2023 in Londen waarbij werd aangekondigd dat Leslie Zemeckis ook een rol in de film zal spelen. In april 2023 werden Michelle Dockery en Gwilym Lee gecast.
De film maakt gebruik van een nieuwe kunstmatige intelligentietechnologie genaamd Deepfake (of Metaphysic Live) om de acteurs in realtime van gezicht te wisselen en te verouderen terwijl ze acteren, in plaats van aanvullende postproductieverwerkingsmethoden te gebruiken. Verantwoordelijk voor deze technologie is het bedrijf Metaphysic, in 2021 opgericht door de Belg Chris Umé samen met zijn broer Kevin en de Londense miljonair (en tevens CEO) Tom Graham.

## Release en ontvangst
Here ging op 25 oktober 2024 in première op het AFI Fest. De film ging op 1 november in première in de Amerikaanse bioscopen. De film kreeg overwegend negatieve kritieken van de filmcritici, met een score van 35% op Rotten Tomatoes, gebaseerd op 138 beoordelingen.